# Heidwiller
Heidwiller is een gemeente in het Franse departement Haut-Rhin (regio Grand Est) en telt 601 inwoners (1999). De plaats maakt deel uit van het arrondissement Altkirch.

## Geografie
De oppervlakte van Heidwiller bedraagt 4,5 km², de bevolkingsdichtheid is 133,6 inwoners per km².
De onderstaande kaart toont de ligging van Heidwiller met de belangrijkste infrastructuur en aangrenzende gemeenten.

## Demografie
Onderstaande figuur toont het verloop van het inwonertal (bron: INSEE-tellingen).